# Vliegveld Oostakker
Het Vliegveld Oostakker is een voormalig vliegveld uit de Eerste Wereldoorlog in Oostakker in België. In 1917 legde de Duitse luchtmacht hier een vliegveld aan, als alternatief voor het vliegveld van Sint-Denijs-Westrem (latere site van Flanders Expo).
Het vliegveld mag niet verward worden met het latere Oud Vliegveld dat in ruwbouw werd aangelegd, enkele kilometer verder op de grens van Lochristi en Oostakker.

## Beschrijving
Naast het vliegveld waren er een aantal gebouwen zoals drie vliegtuigloodsen, twee schuilplaatsen en twee posten voor luchtafweergeschut. De Duitse luchtmacht kon vanaf hier de geallieerde stellingen van het Westfront, maar ook Engeland bereiken en bestoken.

## Locatie
Het vliegveld lag op het grondgebied van Oostakker in de wijk "Sterreken", een locatie waar in de jaren 1960 de John F. Kennedylaan en de fabriek van Volvo Car aangelegd werden. De oostelijke grens was de Gasthuisstraat, zuidoostelijk de Gentstraat. Het vliegveld werd kort na de oorlog ontmanteld. Er zijn geen sporen in het landschap want de gronden werden verkaveld of gingen op in het havengebied.

## Gerelateerde vliegvelden
Het vliegveld van Oostakker was een van de kleine broertjes onder de vijf Duitse vliegvelden uit de Eerste Wereldoorlog rond Gent:
- Vliegveld Sint-Denijs-Westrem
- Vliegveld Gontrode
- Vliegveld Scheldewindeke
- Vliegveld Mariakerke